# Монастирська сільська рада
| Монастирська сільська рада — колишній орган місцевого самоврядування у Немирівському районі Вінницької області з адміністративним центром у с. Монастирське. Сільській раді підпорядковані населені пункти: - с. Монастирське - с. Яструбиха |

## Склад ради
Рада складається з 12 депутатів та голови.

## Керівний склад сільської ради
| ПІБ                        | Основні відомості                                                         | Дата обрання | Дата звільнення |
| -------------------------- | ------------------------------------------------------------------------- | ------------ | --------------- |
| Сруль Василь Трохимович    | Сільський голова, 1955 року народження, освіта, безпартійний              | 26.03.2006   | 31.10.2010      |
| Мельник Сергій Миколайович | Сільський голова, 1970 року народження, освіта вища, член Партії регіонів | 31.10.2010   |                 |

Примітка: таблиця складена за даними джерела